# Jean-Claude Malépart
Jean-Claude Malépart (3 décembre 1938 - 16 novembre 1989) est un homme politique et un administrateur québécois. Il était le député libéral de Montréal-Sainte-Marie.

## Biographie
Natif de Montréal, il étudie à l'Écoles d'arts et métiers de Montréal, où il reçoit son diplôme.
Cadre chez Macdonald's Tobacco, il dirige ensuite le service de loisirs de la ville de Montréal. Il épouse Pierette Giard en 1960 à l'église    Saint-Eusèbe-de-Verceil. Après une première candidature échouée en 1970, il est élu député dans Sainte-Marie trois ans plus tard.
Battu par son adversaire péquiste en 1976, il entre en politique fédérale et devient le député libéral de sa circonscription à la chambre des communes du Canada en 1979.
Réélu à trois occasions (1980, 1984 et 1988), il conserve son siège au parlement jusqu'à sa mort, en 1989, à Montréal. Il est enterré au cimetière Notre-Dame-des-Neiges.
En 2006, sa fille Nathalie se présente comme candidate dans sa circonscription lors d'une élection partielle dans Sainte-Marie–Saint-Jacques.